# دون فيليبس
دون فيليبس (بالإنجليزية: Don Phillips)‏ هو سياسي أمريكي، ولد في 7 مايو 1951 في سانت لويس في الولايات المتحدة. حزبياً، نشط في الحزب الجمهوري. وقد انتخب عضو مجلس نواب ولاية ميسوري.

## وصلات خارجية
- الموقع الرسمي